# Elias (Huila)
Elias é um município da Colômbia, localizado no departamento de Huila.